# Международный день видимости трансгендерных людей
Международный день видимости трансгендерных людей (англ. International Transgender Day of Visibility) — ежегодный праздник, проводимый 31 марта. Праздник создан для поддержки трансгендерных людей и повышения осведомлённости о дискриминации, с которой им приходится сталкиваться. 
Международный день видимости трансгендерных людей был создан в 2009 году. Его инициатором выступила Рэйчел Крэндалл-Крокер (англ. Rachel Crandall-Crocker), трансгендерная активистка из Мичигана, США, заявившая, что ЛГБТ-сообществу не хватает праздника, посвящённого транс-людям. В то время был только День памяти трансгендерных людей, посвящённый жертвам преступлений на почве трансфобии, но не было праздника, посвящённого живым трансгендерным людям.
В рамках этого дня проводятся показы фильмов и художественные выставки, кампании с ленточками, собрания активистов, акции в сети Интернет и другие мероприятия. Праздник поддерживается американскими ЛГБТ-организациями, такими как Кампания за права человека, PFLAG, GLSEN и Trans Student Educational Resources.